# Ateneu Canetenc
L'Ateneu de Canet  és una de les primeres obres de Lluís Domènech i Montaner que va realitzar durant els anys 1885–1887. Des de 1999 és la seu de la biblioteca pública Pare Gual i Pujadas de Canet de Mar. Fou la seu dels liberals de la població, posteriorment va ser Foment Catalanista, Ateneu Obrer i amb el franquisme s'hi va desenvolupar l'obra sindical d'«Educación y Descanso».

## Descripció
L'edifici consta de dues plantes, amb façana a la Riera de Sant Domènec i al carrer Ample. Té una torratxa a la primera planta, sostinguda des de la planta baixa per una columna exempta rematada, al capdamunt, per un llanternó. Un balcó, amb barana de ferro forjat recorre tot l'edifici a nivell del primer pis. A la façana de la Riera de Sant Domènec, el balcó adquireix més importància a l'indret on s'obre una gran vidriera, sobre la qual hom pot veure una gran rosassa.
L'exterior del Casino era decorat amb pintures que representaven motius heràldics, sanefes i referències literàries, així com elements iconogràfics propis del catalanisme. Especialment aquestes darreres foren embreades en moments difícils i presenten un aspecte llastimós.

## Història
Situat al carrer Ample, núm. 2, cantonada amb la Riera de Sant Domènec, el Casino o Ateneu Obrer de Canet de Mar s'ubicava en l'encreuament de les quatre vies més importants de la Vila. «El Casino» va ésser la seu de la Lliga Regionalista i el principal exponent d'una revitalització social,cultural i política que caracteritzà una època Construït per Domènech i Montaner el 1887, fou seu de l'Ateneu Obrer fins al 1939, en què passà a ser-ho d'«Educación y Descanso». Des de l'any 1999 alberga la Biblioteca Pública Pare Gual i Pujadas.
Les germanes Maria i Mariana Bosch van encarregar a Lluís Domènech i Montaner aquest edifici, que va ser el primer que va fer l'arquitecte a Canet. Volien fer una societat recreativa amb el nom d'Ateneu Canetenc que estaria al servei del Partit Liberal en contraposició al Casino Canetenc que era la seu del Partit Conservador.
La Societat Ateneu Canetenc es va dissoldre el 1893 i el 1895 va passar a ser la seu del Foment Catalanista fins al setembre de 1923, moment en què el general Primo de Rivera va fer el cop d'estat. El 1924 ja era l'edifici on es concentrava l'Ateneu Obrer i després de la Guerra Civil espanyola es va convertir en el Centro de Educación y Descanso.
El Casino o Ateneu de Canet s'inclou dins del grup de primeres obres de Domènech i Montaner, i és una mica anterior a la realització del «Castell dels Tres Dragons» per a l'Exposició Universal de 1888.